# Thomas Dongan, 2. Earl of Limerick
Thomas Dongan, 2. Earl of Limerick (* 1634 in Castletown House, Kildrought, County Kildare, Irland; † 14. Dezember 1715 in London, England) war ein anglo-irischer Adliger und von 1683 bis 1688 englischer Gouverneur der Provinz New York.

## Leben
Thomas Dongan war der siebte und jüngste Sohn von Sir John Dongan, 2. Baronet, und dessen Frau Mary Talbot. Sein Vater gehörte als Abgeordneter dem Unterhaus des Irischen Parlaments an. Die Familie unterstützte das Haus Stuart, das seit 1603 die Könige von England stellte. Nach dem Sturz und der anschließenden Hinrichtung von König Karl I. ging die Familie nach Frankreich ins Exil. Allerdings schafften sie es zumindest einen Teil ihres irischen Grundbesitzes zu behalten.
In Frankreich diente Thomas Dongan in einem irischen Regiment des französischen Heeres, das an den Feldzügen von General Turenne (Devolutionskrieg und Holländischer Krieg) teilnahm. 1674 wurde er zum Oberst befördert. Nach dem Frieden von Nimwegen kehrte Dongan im Jahr 1678 nach England zurück, das seit 1660 erneut von den Stuarts regiert wurde. Er wurde vom Duke of York, dem späteren König Jakob II. protegiert. Noch im Jahr seiner Rückkehr wurde er zum Vizegouverneur der damals britischen Stadt Tanger ernannt. Im Jahr 1683 ernannte ihn der Duke of York, der auch Besitzer der Kolonie Province of New York war, zum dortigen neuen Gouverneur. Gleichzeitig überließ er ihm einen Grundbesitz auf Staten Island. Zur Zeit seines Amtsantritts war die Kolonie finanziell bankrott und in offener Rebellion.
Als neuer Gouverneur schaffte es Dongan in seiner Kolonie wieder Ordnung und Stabilität in der Kolonie herzustellen. Am 14. Oktober 1683 berief er die erste freiheitlich-demokratische Versammlung in der Geschichte der Kolonie ein. Dabei wurde unter Dongans Führung per Gesetz freiheitliche Grundrechte (Charter of Liberties) festgelegt. Später dienten diese Grundrechte in vielen anderen Staaten als Vorbild. Dazu gehören auch die Vereinigten Staaten von Amerika und dann nach 1783 sogar England. Allerdings blieb die Kolonie zu Dogans Zeiten natürlich der englischen Herrschaft unter dem Duke of York unterstellt, der die Charter zwar unterzeichnete aber nicht zurückschickte. Später unterstützte er ein Veto gegen dieses Gesetz und verhinderte damit, dass es in Kraft treten konnte. Während Dongans Zeit als Kolonial-Gouverneur wurden auch die Grenzen der Kolonie zu anderen Kolonien und Kanada festgelegt. Dabei entstand in etwa das Gebiet des heutigen US-Bundesstaates New York. Außerdem suchte er eine friedliche Ko-existenz mit den Indianern.
Nach dem Tod von König Karl II. im Jahr 1685 wurde dessen Bruder, der bisherige Duke of York als Jakob II. neuer englischer König. Damit wurde New York, das ja dessen Besitz war, königliche Provinz. Als König reorganisierte Jakob II. einige Kolonien in Amerika. Dabei entstand das kurzlebige Dominion of New England. Das Dominion umfasste die heutigen US-Bundesstaaten Maine, New Hampshire, Vermont, Massachusetts, Rhode Island, Connecticut, New York und New Jersey. Es war als Verwaltungseinheit eindeutig zu groß. Zum neuen Gouverneur dieser großen Kolonie wurde der vormalige Gouverneur von New York Edmund Andros bestellt. Am 11. August 1688 übergab Dongan offiziell sein bisheriges Amt an Andros. Das Dominion of New England bestand nicht mehr lang. Es zerbrach bald nach der Glorious Revolution in England und die alten Kolonialstrukturen wurden wieder hergestellt.
Dongan lebte nach seiner Gouverneurszeit auf seinem Privatbesitz auf Staten Island. Während der Leisler’s Rebellion musste er aus religiösen Gründen fliehen, weil er als Katholik verfolgt wurde. Im Jahr 1691 kehrte er nach England zurück. 1698 erbte er beim Tod seines älteren Bruders William Dongan, 1. Earl of Limerick (um 1630–1698) dessen irische Adelstitel als 2. Earl of Limerick, 2. Viscount Dungan und 5. Baronet, of Castletown. Der Earls- und Viscounttitel war diesem 1686 verliehen worden, gehörte zur Peerage of Ireland und war mit einem Sitz im Oberhaus des Irischen Parlaments verbunden. Nach Ablösung der Schulden seines Bruders konnte er 1702 dessen Ländereien in Irland in Besitz nehmen, musste diese jedoch 1709 verkaufen und starb am 14. Dezember 1715 verarmt und kinderlos in London. Seine Adelstitel erloschen.